# حياة

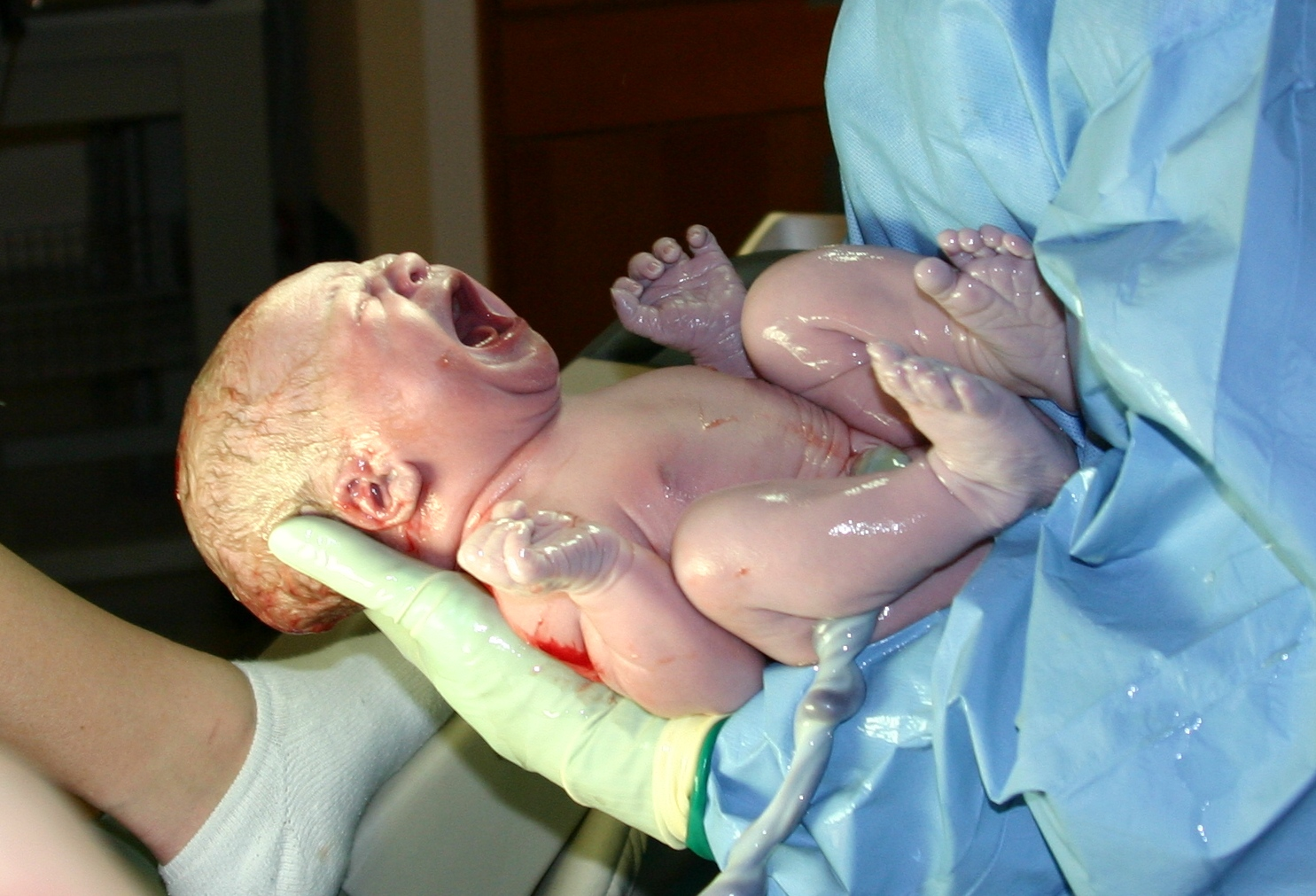

الحياة، تشير إلى الخاصية التي تميز الكيانات المادية ذات العمليات الحيوية، مثل تأشير الخلية والاكتفاء الذاتي، من تلك التي لا تتمتع بذلك لأسباب قد يكون منها توقف هذه الوظائف (الموت) أو عدم امتلاكها هذه الوظائف أساسًا (جماد). تتنوع أشكال الحياة بين النباتات والحيوانات والفطريات والطلائعيات والعتائق والبكتيريا، ويدعى العلم الذي يدرس الحياة علم الأحياء (البيولوجيا).
لم يُتفق بعد على تعريف موحد للحياة. يشير تعريف شائع إلى أن الكائنات الحية أنظمة مفتوحة تحافظ على الاستتباب، وتتكون من خلايا، وتتمتع بدورة حياة وخاضعة لعملية التمثيل الغذائي، وبإمكانها النمو والتكيف مع بيئتها والاستجابة للمنبهات، وبإمكانها أيضًا التكاثر والتطور. تتضمن التعريفات الأخرى أحيانًا أشكال الحياة غير الخلوية مثل الفيروسات وأشباه الفيروسات.
يعبّر مصطلح التولد التلقائي عن عملية طبيعية للحياة تنشأ من مادة غير حية، مثل المركبات العضوية البسيطة. تفيد الفرضية العلمية السائدة إلى أن الانتقال من الكيانات غير الحية إلى الكيانات الحية لم يكن حدثًا واحدًا، بل عملية ازداد تعقيدها تدريجيًا. ظهرت الحياة على الأرض لأول مرة منذ 4.28 مليار سنة، بعد وقت قصير من تشكل المحيط أي قبل 4.41 مليار سنة، وليس بعد تكوين الأرض بوقت طويل حتى أي قبل 4.54 مليار سنة. تدل الأحافير الدقيقة للبكتيريا على أقدم أشكال الحياة المعروفة، ويُفترض أن الحياة على الأرض تنحدر من عالم الحمض النووي الريبي، رغم أن الحياة الناشئة من الحمض النووي الريبي لم تكن ربما أول حياةٍ وجدت.
أثبتت تجربة ميلر يوري الكلاسيكية عام 1952 والأبحاث المماثلة أن معظم الأحماض الأمينية- المكونات الكيميائية للبروتينات المستخدمة في جميع الكائنات الحية- يمكن تصنيعها من مركبات غير عضوية في ظل ظروف تحاكي التي كانت في الأرض المبكرة. تتشكل الجزيئات العضوية المعقدة في النظام الشمسي وفي الفضاء بين النجمي، ويُحتمل أن هذه الجزيئات قد وفرت المركبات الطليعية لتطور الحياة على الأرض. غيرت الحياة على الأرض منذ بداياتها الابتدائية بيئتها على مقياس زمني جيولوجي، لكنها تكيفت أيضًا للاستمرار في معظم النظم البيئية والظروف. تزدهر بعض الكائنات الحية الدقيقة، التي تدعى أليفة الظروف القاسية، في البيئات المادية أو الجيوكيميائية المتطرفة التي تضر بمعظم أشكال الحياة الأخرى على الأرض.
تعدّ الخلية الوحدة الهيكلية والوظيفية للحياة، وتُقسم ما بين بدائيات النوى وحقيقيات النوى، ويتكون كل من النوعين من السيتوبلازم المحاط بغشاء والحاوي على العديد من الجزيئات الحيوية مثل البروتينات والأحماض النووية. تتكاثر الخلايا بعملية الانقسام الخلوي، إذ تنقسم الخلية الأم إلى خليتين أو أكثر من الخلايا الوليدة.
حاولت العديد من الفرضيات سابقًا تعريف «الحياة» من خلال مفاهيم عفا عليها الزمن مثل قوة أود، والهيلومورفية، والتوليد الذاتي، والمذهب الحيوي، ودُحضت جميعها الآن من خلال الاكتشافات البيولوجية. كان أرسطو أول من صنف الكائنات الحية، وقدم كارولوس لينيوس نظامه للتسميات الثنائية لتصنيف الأنواع. اكتُشفت لاحقًا مجموعات وفئات جديدة من أشكال الحياة، مثل الخلايا والكائنات الحية الدقيقة، مما أفضى إلى تنقيحات مهمة في بنية العلاقات بين الكائنات الحية. لا يتعين- رغم كون الحياة معروفة حاليًا على الأرض فقط- حصرها في الأرض فقط، إذ يتكهن العديد من العلماء بوجود حياة خارج كوكب الأرض. تشير الحياة الاصطناعية إلى محاكاة حاسوبية أو إعادة بناء من صنع الإنسان لأي جانب من جوانب الحياة، والتي تُستخدم غالبًا لفحص الأنظمة المتعلقة بالحياة الطبيعية.
يشير الموت إلى الانتهاء الدائم لجميع العمليات الحيوية التي تبقي على الكائن الحي، وبالتالي نهاية حياته. يصف مصطلح الانقراض، زوال مجموعة أو صنف، أو نوع غالبًا. تتمثل الحفريات ببقايا الكائنات المحفوظة أو آثارها.

## الخلايا
تشكل الخلية الوحدة الأساسية للتركيب في كل كائن حي، وتنشأ جميع الخلايا من خلايا موجودة مسبقًا عن طريق الانقسام. صيغت نظرية الخلية بواسطة كل من هنري دوتروشيه وثيودور شوان ورودولف فيرشو وآخرين خلال أوائل القرن التاسع عشر، وأصبحت فيما بعد مقبولة على نطاق واسع. يعتمد نشاط الكائن الحي على النشاط الكلي لخلاياه، إذ تتدفق الطاقة داخلها وفيما بينها. تحتوي الخلايا على معلومات وراثية تنتقل كرمز جيني أثناء انقسام الخلية.
تفتقر بدائيات النوى -أحد نوعي الخلايا الأساسيين- إلى النواة والعضيات الأخرى المرتبطة بالغشاء، رغم احتوائها على دنا دائري وريبوسومات. البكتيريا والعتائق نطاقان من بدائيات النوى. تمتلك حقيقيات النوى- النوع الأساسي الآخر من الخلايا- نوى مميزة مرتبطة بغشاء نووي وعضيات مرتبطة بالغشاء، تشمل المتقدرات، والبلاستيدات الخضراء، والجسيمات الحالة، والشبكة الإندوبلازمية الخشنة والملساء، والفجوات. تمتلك الخلايا كروموسومات منظمة تخزن المواد الوراثية. تنتمي جميع أنواع الكائنات الحية المعقدة الكبيرة إلى حقيقيات النوى، شاملة الحيوانات والنباتات والفطريات، رغم أن معظم أنواع حقيقيات النوى عبارة عن كائنات أولية. يفترض النموذج التقليدي تطور حقيقيات النوى من بدائيات النوى، إذ تكونت العضيات الرئيسية لحقيقيات النوى من خلال التعايش الداخلي بين البكتيريا وحقيقية النواة السلف.
تعتمد الآليات الجزيئية لبيولوجيا الخلية على البروتينات. تُصنّع معظم هذه البروتينات بواسطة الريبوسومات من خلال عملية محفزة بالإنزيم تسمى الاصطناع الحيوي للبروتين. تُجمع سلسلة من الأحماض الأمينية وتُضَم معًا بناءً على التعبير الجيني للحمض النووي للخلية. يمكن بعد ذلك نقل هذه البروتينات ومعالجتها من خلال جهاز غولجي استعدادًا لإرسالها إلى وجهتها، وذلك في حقيقيات النوى.
تتكاثر الخلايا من خلال عملية الانقسام الخلوي، إذ تنقسم الخلية الأم إلى خليتين أو أكثر من الخلايا الوليدة. يحدث الانقسام الخلوي بالنسبة إلى بدائيات النوى، من خلال عملية انقسام ثنائي يحصل فيها نسخ الحمض النووي، ثم تُربط النسختين بأجزاء من غشاء الخلية. تحصل عملية أكثر تعقيدًا من الانقسام المتساوي في حقيقيات النوى، إلا أن النتيجة النهائية نفسها، إذ تكون نسخ الخلية الناتجة متطابقة مع بعضها البعض ومع الخلية الأصلية (باستثناء الطفرات)، وكلا النوعين قادر على الانقسام بعد فترة الطور البيني.
يُرجّح أن الكائنات متعددة الخلايا قد تطورت أولًا من خلال تكوين مستعمرات من خلايا متطابقة. يمكن أن تشكل هذه الخلايا كائنات مجموعة ما من خلال التصاق الخلية. يمكن لأعضاء المستعمرة البقاء على قيد الحياة بمفردهم، في حين أن أعضاء الكائن الحي متعدد الخلايا الحقيقي قد طوروا تخصصات، مما يجعلهم يعتمدون على بقية العضوية من أجل البقاء. تتشكل هذه الكائنات بشكل مستعمرات أو تشكل خلية جنسية واحدة قادرة على تكوين مختلف الخلايا المتخصصة التي تشكل الكائن الحي البالغ. يسمح هذا التخصص للكائنات متعددة الخلايا باستغلال الموارد بشكل أكثر كفاءة من الخلايا المفردة. أفاد العلماء في يناير 2016، أن تغير جيني طفيف في جزيء واحد، يسمى GK-PID، قد سمح للكائنات الحية بالانتقال من كائن وحيد الخلية إلى عديد من الخلايا قبل حوالي 800 مليون سنة.
طورت الخلايا طرقًا لإدراك بيئتها الميكروية والاستجابة لها، وبالتالي تعزيز قدرتها على التكيف. ينسق التأشير الخلوي الأنشطة الخلوية، لذا يتحكم بالوظائف الأساسية للكائنات متعددة الخلايا. يمكن أن يحدث التأشير بين الخلايا من خلال الاتصال الخلوي المباشر باستخدام التأشير المعتمد على الاتصال، أو بشكل غير مباشر من خلال تبادل العوامل كما هو الحال في نظام الغدد الصماء. يمكن أن تُنسق الأنشطة من خلال الجهاز العصبي المخصص في الكائنات الحية الأكثر تعقيدًا.

## مفهوم الحياة
الحياة في اللغة هي نقيض الموت وحَيَّ يَحْيَا ويَحَيُّ فهو حَيٌّ، وللجميع حَيُّوا، بالتشديد، قال: ولغة أُخرى حَيَّ وللجميع حَيُوا، خفيفة.
تعتبر الحياة حالة تميز جميع ما يدعى الكائنات الحية من حيوانات ونباتات وبشر وفطريات وحتى البكتريا والجراثيم مميزة إياها عن غير الأحياء من الأغراض اللاعضوية أو الكائنات الميتة. يتميز كل كائن حي بقدرته على النمو
من خلال الاستقلاب، والتكاثر لضمان استمرار النوع الحيوي، وقدرة التكيف مع البيئة من خلال تغيرات داخلية أو جسمانية. يمكن أن نلاحظ ضمن الكرة الحية على سطح الأرض تنوعات هائلة من أشكال الحياة. ما يجمع جميع الحياء من حيونات ونباتات وفطريات وحتى البكتريا والأوليات هي أناه أشكال خلية تعتمد على الكربون والمياه مع تعضي organization معقد ومعلومات جينية. تقوم بالاستقلاب وتمتلك قدرة النمو والاستحابة للمنبهات stimuli، تتكاثر، تستمر حسب اصطفاء طبيعي حسب نظرية التطور اتستمر على شكل أجيال متلاحقة.
بعض تعريفات الحياة تقتصر فقط على اشتراط إمكانية التكاثر وإنجاب نسل مع إجراء تعديلات تكيفية، من وجهة النظر هذه تصبح الفيروسات ذات مظاهر حيوية أحيانا عندما تكون في استضافة كائن حي يسمح لها بالتكاثر بالرغم من أنها لاخلوية acellular ولا تقوم بأي استقلاب. تعريفات أكثر عمومية للحياة قد تعطى بحيث تشمل حياة غير كربونية الأساس وغيرها من أشكال الحياة الأخرى alternative biology.

## الحياة وتعريفاتها
تختلف عادة تعريفات مصطلح الحياة لكن بشكل عام تعرف الحياة تقليديا بانها الخاصية التي تظهرها الأحياء التالية :
- متوازنة : وهي تنظيم البيئة الداخلية لتامين حالة مستقرة : مثل التعرق كآلية لتخفيف الحرارة.
- التنظيم : التركيب حيث تتألف من أكثر من خلية وحيدة، تشكل الخلية الوحدة الأساسية للحياة.
- الاستقلاب : استهلاك الطاقة في عمليتين : تحويل المواد غير الحية إلى مكونات خلوية (بناء حيوي) وفي نفس الوقت تفكيك مواد حيوية (هدم حيوي).
- النمو
- التلاؤم والتكيف
- الاستجابة للمنبهات
- التكاثر

## الحياة
| لينيوس 1735   | هيكل 1866 | شاتون 1925    | كوبلاند 1938 | ويتيكر 1969 | ووز وآخرون 1990 | كافلييه-سميث 1998     | كافلييه-سميث 2015     |
| ------------- | --------- | ------------- | ------------ | ----------- | --------------- | --------------------- | --------------------- |
| مملكتان       | 3 ممالك   | إمبراطوريتان  | 4 ممالك      | 5 ممالك     | 3 نطاقات        | إمبراطوريتان، 6 ممالك | إمبراطوريتان، 7 ممالك |
| (لم يتطرق له) | طلائعيات  | بدائيات النوى | وحدانات      | وحدانات     | بكتيريا         | بكتيريا               | بكتيريا               |
| (لم يتطرق له) | طلائعيات  | بدائيات النوى | وحدانات      | وحدانات     | عتائق           | بكتيريا               | عتائق                 |
| (لم يتطرق له) | طلائعيات  | حقيقيات النوى | طلائعيات     | طلائعيات    | حقيقيات النوى   | أوليات                | أوليات                |
| (لم يتطرق له) | طلائعيات  | حقيقيات النوى | طلائعيات     | طلائعيات    | حقيقيات النوى   | أسناخ صبغية           | أسناخ صبغية           |
| نباتات        | نباتات    | حقيقيات النوى | نباتات       | نباتات      | حقيقيات النوى   | نباتات                | نباتات                |
| نباتات        | نباتات    | حقيقيات النوى | نباتات       | فطريات      | حقيقيات النوى   | فطريات                | فطريات                |
| حيوانات       | حيوانات   | حقيقيات النوى | حيوانات      | حيوانات     | حقيقيات النوى   | حيوانات               | حيوانات               |